# Cubaris nacreum
Cubaris nacreum är en kräftdjursart som beskrevs av Walter E. Collinge 1915. Cubaris nacreum ingår i släktet Cubaris och familjen Armadillidae. Inga underarter finns listade i Catalogue of Life.